# 第59回東京優駿
第59回東京優駿は、1992年5月31日に東京競馬場で行われた競馬競走である。1番人気ミホノブルボンが皐月賞に続き逃げ切り、皐月賞と合わせて二冠を達成した。年齢は全て旧表記にて表記。

## レース施行時の状況
1992年の牡馬クラシック戦線は、朝日杯3歳ステークスやスプリングステークスを制したミホノブルボンが主役と目され、三冠緒戦の皐月賞は人気に応えて逃げ切って快勝した。その競走内容に対する評価は高く、東京優駿における最有力馬と目されていた。しかし血統からくる距離不安や、逃げという脚質と、逃げ馬には不利な外枠15番からの発走が相まって皐月賞より人気を落とすこととなった。その他の有力馬としては、皐月賞で2着に入りNHK杯を優勝した単勝2番人気ナリタタイセイ、弥生賞とNHK杯で共に3着に入った3番人気サクラセカイオー、すみれステークスと青葉賞を連勝した4番人気ゴールデンゼウス、シンザン記念を制し皐月賞では最後方から5着に入った追い込み脚質の5番人気マヤノペトリュースなどがいた。また、弥生賞を制し皐月賞で3着に入ったアサカリジェントは故障により出走回避し、その後出走せず引退した。なお、このレースで2着に入るライスシャワーは皐月賞とNHK杯をともに8着と完敗しており、この時点では実力を評価されておらず、単勝オッズは114.1倍の16番人気であった。

### トライアルの結果
青葉賞
| 着順 | 競走馬名         | 性齢 | 騎手     | タイム | 着差     |
| ---- | ---------------- | ---- | -------- | ------ | -------- |
| 1    | ゴールデンゼウス | 牡4  | 岡潤一郎 | 2.27.8 |          |
| 2    | アストロゲート   | 牡4  | 田中勝春 | 2.28.4 | 3馬身1/2 |
| 3    | ランスオブスリル | 牡4  | 河内洋   | 2.28.5 | 1/2馬身  |

第40回NHK杯
| 着順 | 競走馬名           | 性齢 | 騎手     | タイム | 着差     |
| ---- | ------------------ | ---- | -------- | ------ | -------- |
| 1    | ナリタタイセイ     | 牡4  | 南井克巳 | 2.02.8 |          |
| 2    | マチカネタンホイザ | 牡4  | 岡部幸雄 | 2.03.0 | 1馬身3/4 |
| 3    | サクラセカイオー   | 牡4  | 小島太   | 2.03.0 | アタマ   |

## 出走馬と枠順
| 枠番 | 馬番 | 競走馬名           | 性齢 | 騎手       | オッズ | 人気 | 調教師     |
| ---- | ---- | ------------------ | ---- | ---------- | ------ | ---- | ---------- |
| 1    | 1    | カミノエルフ       | 牡4  | 柴田政人   | 66.9   | 14人 | 小林常泰   |
| 1    | 2    | オースミコマンド   | 牡4  | 増井裕     | 154.1  | 18人 | 白井寿昭   |
| 2    | 3    | サクラセカイオー   | 牡4  | 小島太     | 6.8    | 3人  | 境征勝     |
| 2    | 4    | マーメイドタバン   | 牡4  | 大塚栄三郎 | 84.1   | 15人 | 和田正道   |
| 3    | 5    | マヤノペトリュース | 牡4  | 田原成貴   | 12.8   | 5人  | 坂口正大   |
| 3    | 6    | ウィッシュドリーム | 牡4  | 松永昌博   | 134.6  | 17人 | 坪憲章     |
| 4    | 7    | マチカネタンホイザ | 牡4  | 岡部幸雄   | 22.5   | 8人  | 伊藤雄二   |
| 4    | 8    | ナリタタイセイ     | 牡4  | 南井克巳   | 6.0    | 2人  | 中尾謙太郎 |
| 5    | 9    | ホクセツギンガ     | 牡4  | 藤田伸二   | 45.0   | 12人 | 白井寿昭   |
| 5    | 10   | アストロゲート     | 牡4  | 横山典弘   | 33.7   | 11人 | 古賀史生   |
| 6    | 11   | ゴッドマウンテン   | 牡4  | 安田富男   | 25.8   | 10人 | 中住芳雄   |
| 6    | 12   | セキテイリュウオー | 牡4  | 田中勝春   | 18.1   | 7人  | 藤原畝文   |
| 7    | 13   | ライスシャワー     | 牡4  | 的場均     | 114.1  | 16人 | 飯塚好次   |
| 7    | 14   | ゴールデンゼウス   | 牡4  | 岡潤一郎   | 11.7   | 4人  | 安藤正畝   |
| 7    | 15   | ミホノブルボン     | 牡4  | 小島貞博   | 2.3    | 1人  | 戸山為夫   |
| 8    | 16   | ヤマニンミラクル   | 牡4  | 河内洋     | 25.4   | 9人  | 浅見国一   |
| 8    | 17   | ブレイジングレッド | 牡4  | 村本善之   | 60.1   | 13人 | 日迫良一   |
| 8    | 18   | スタントマン       | 牡4  | 角田晃一   | 14.4   | 6人  | 渡辺栄     |

## レース結果

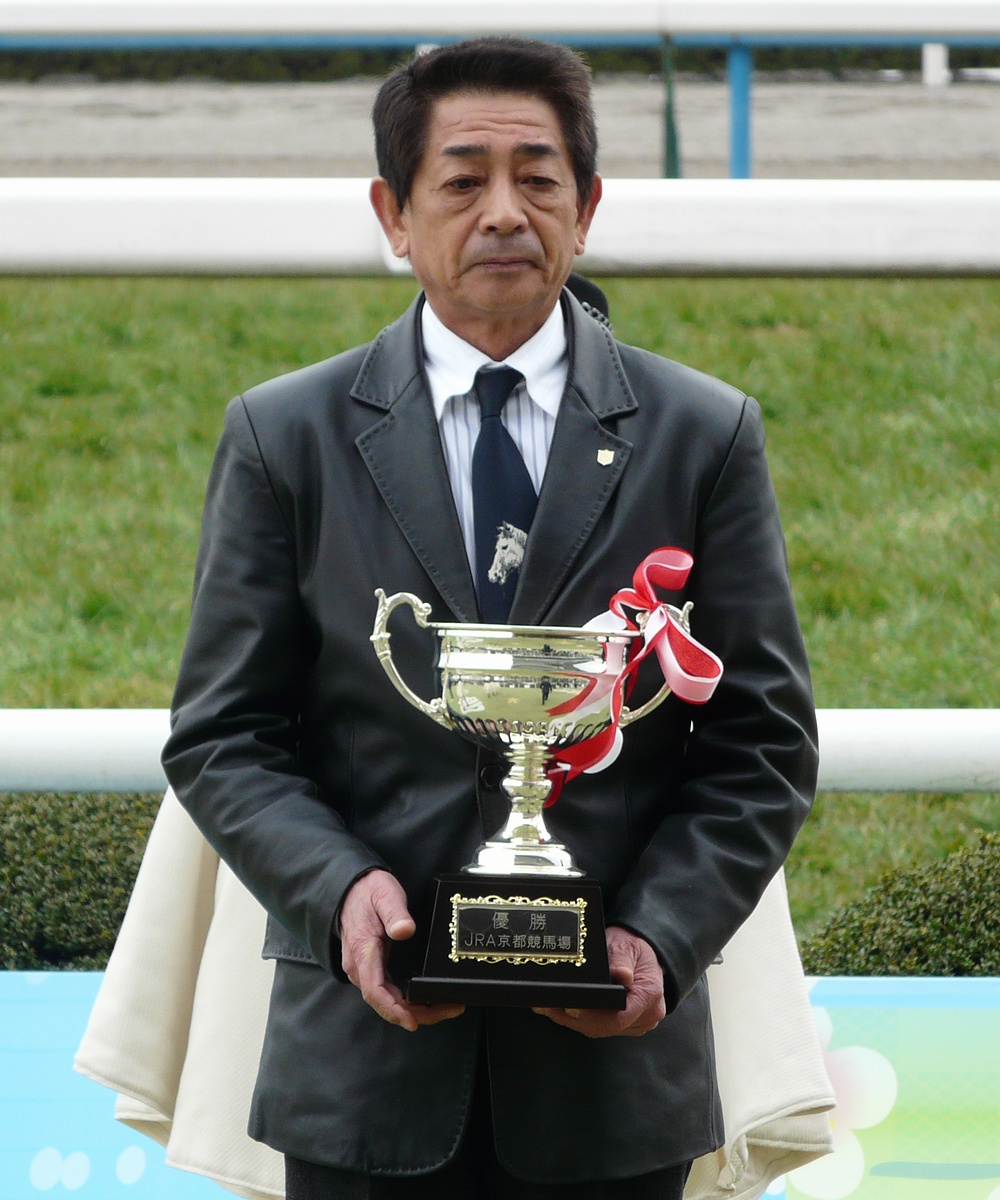
勝利騎手 小島貞博
2012年1月15日 京都10R表彰式

| 着順 | 枠番 | 馬番 | 競走馬名           | タイム | 上がり3F | 着差     |
| ---- | ---- | ---- | ------------------ | ------ | -------- | -------- |
| 1    | 7    | 15   | ミホノブルボン     | 2.27.8 | 37.1     |          |
| 2    | 7    | 13   | ライスシャワー     | 2.28.5 | 37.6     | 4馬身    |
| 3    | 3    | 5    | マヤノペトリュース | 2.28.5 | 37.0     | ハナ     |
| 4    | 4    | 7    | マチカネタンホイザ | 2.29.2 | 37.1     | 4馬身    |
| 5    | 8    | 18   | スタントマン       | 2.29.7 | 38.5     | 3馬身    |
| 6    | 1    | 1    | カミノエルフ       | 2.30.0 | 38.8     | 1馬身3/4 |
| 7    | 4    | 8    | ナリタタイセイ     | 2.30.1 | 38.8     | 1/2馬身  |
| 8    | 2    | 4    | マーメイドタバン   | 2.30.2 | 39.2     | クビ     |
| 9    | 6    | 12   | セキテイリュウオー | 2.30.3 | 38.8     | 1/2馬身  |
| 10   | 8    | 16   | ヤマニンミラクル   | 2.30.3 | 38.5     | ハナ     |
| 11   | 7    | 14   | ゴールデンゼウス   | 2.30.5 | 38.7     | 1馬身1/4 |
| 12   | 2    | 3    | サクラセカイオー   | 2.30.6 | 38.7     | 1/2馬身  |
| 13   | 5    | 10   | アストロゲート     | 2.30.6 | 38.6     | アタマ   |
| 14   | 5    | 9    | ホクセツギンガ     | 2.31.0 | 39.8     | 2馬身1/2 |
| 15   | 3    | 6    | ウィッシュドリーム | 2.31.1 | 39.4     | 3/4馬身  |
| 16   | 6    | 11   | ゴッドマウンテン   | 2.31.2 | 39.3     | 1/2馬身  |
| 17   | 8    | 17   | ブレイジングレッド | 2.31.5 | 39.3     | 2馬身    |
| 18   | 1    | 2    | オースミコマンド   | 2.35.5 | 42.5     | 大差     |

### レース展開
降雨により馬場は稍重となった。全馬揃ったスタートからまずはミホノブルボンが不利とされた外枠発走をものともせず馬群の先頭に立つ。2番手には人気薄のライスシャワーとマーメイドタバンが続く。ミホノブルボンは終始1ハロン12秒台前半の緩みのないラップを刻み、後続に脚を使わせながら2番手に2～3馬身の差をつけて逃げる。最終コーナーではやや差が詰まったものの、直線坂上で鞍上の小島騎手が手を動かし始めると一気に他馬を引き離し、最後は2着に4馬身差を付ける快勝で無敗の二冠を達成した。2着にはマヤノペトリュースとの激しい争いをハナ差制したライスシャワーが入った。またミホノブルボンは逃げたにもかかわらず、全出走馬中2番目に早い上がり3ハロンのタイムを記録している。

#### データ
| 1000m通過タイム     | 61.2秒（ミホノブルボン） |
| 上がり4ハロン       | 49.4秒                   |
| 上がり3ハロン       | 37.1秒                   |
| 優勝馬上がり3ハロン | 37.1秒                   |

### 払戻金
| 単勝式 | 15    | 230円   |
| 複勝式 | 5     | 380円   |
| 複勝式 | 13    | 1990円  |
| 複勝式 | 15    | 170円   |
| 枠連   | 7-7   | 1370円  |
| 馬連   | 13-15 | 29580円 |

## レースの記録・エピソード
- 戸山為夫調教師は1968年（第35回）タニノハローモアに次いで、東京優駿2勝目。小島貞博騎手は初勝利。
- 皐月賞・日本ダービーの二冠を制したのは史上12頭目（三冠馬を除く）。前年のトウカイテイオーに続き無敗の二冠馬はトキノミノル・コダマ・シンボリルドルフ・トウカイテイオーに続く史上5頭目[1]、その後無敗の二冠制覇は2005年のディープインパクトまで13年間途切れる事になる。日本ダービーの逃げ切り勝利は1990年のアイネスフウジンに続く2年ぶり史上10頭目（皐月賞と日本ダービーを共に逃げ切った馬としては史上3頭目）。
  - 無敗のままGⅠ3勝はシンボリルドルフに続く8年ぶり史上2頭目[2]。
- 馬番15番の馬が優勝するのは2023年現在唯一。
- この前年秋から馬番連勝馬券が発売される[3]。日本ダービーもこの年から馬番連勝が馬券発売の中心となった。